# Oakville (Ontario)
Oakville es una ciudad localizada en la provincia canadiense de Ontario (43°27′N 79°41′O / 43.450, -79.683). Su área es de 138,51 km², su población es de 182,520 habitantes, y su densidad poblacional es de 1.044,9 hab/km² (según el censo canadiense del 2001). La ciudad fue fundada en 1827, e incorporada en 1962. Forma parte de la Municipalidad Regional de Halton, que pertenece al Área Metropolitana de Toronto.

## Personas ilustres
- John Tavares, Jugador de Hockey canadiense
- Susan Aglukark (cantante inuk)
- Donovan Bailey (campeón olímpico y récord del mundo de 100 m)
- Jason Kenney (Diputado de Calgary-Sud-Est)
- Adam van Koeverden, Kayakista canadiense